# Blason de la Sologne
 (mai 2011).
Si vous disposez d'ouvrages ou d'articles de référence ou si vous connaissez des sites web de qualité traitant du thème abordé ici, merci de compléter l'article en donnant les références utiles à sa vérifiabilité et en les liant à la section « Notes et références ».

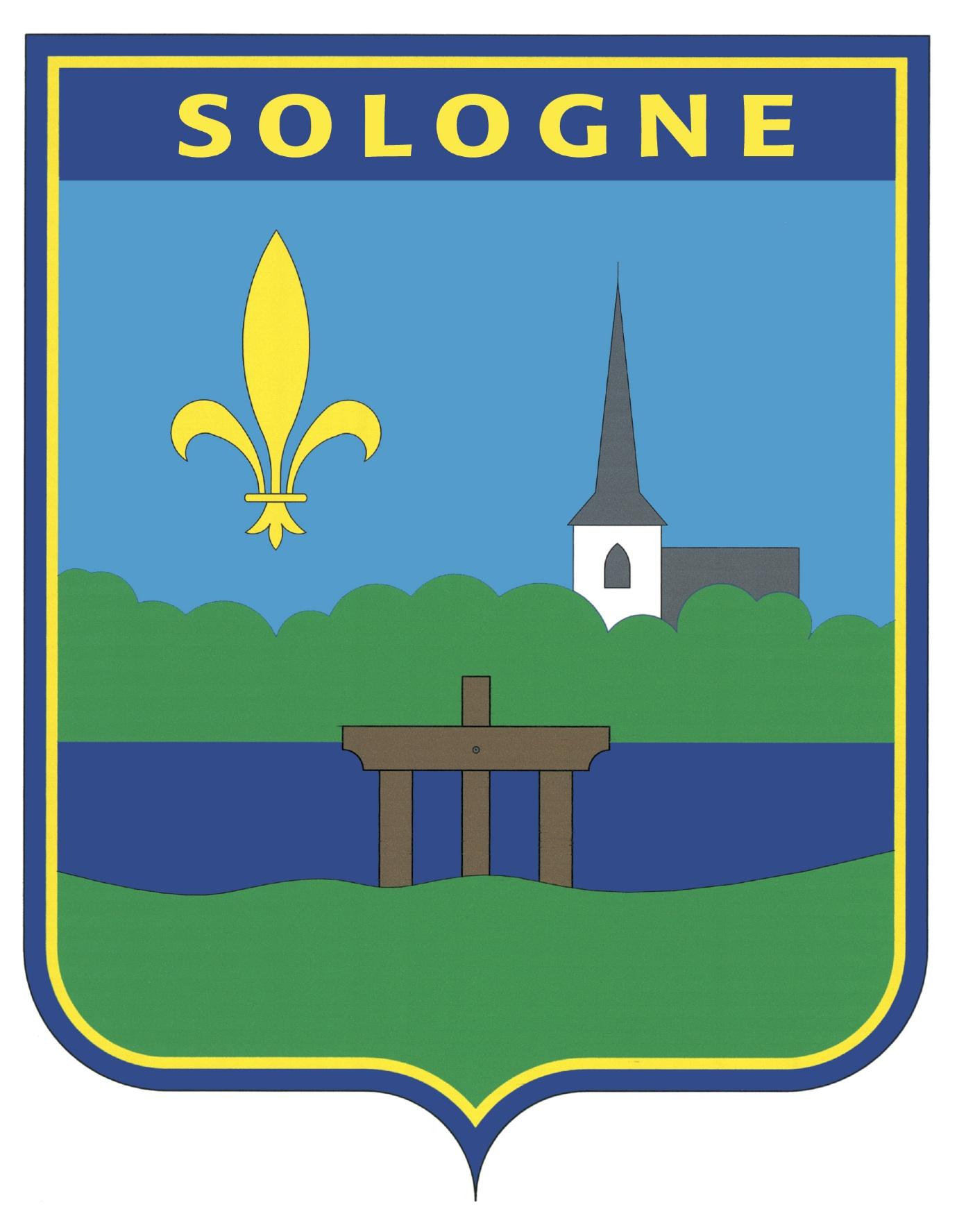
Blason de la Sologne

Le blason de la Sologne, adopté en 2011 à l'initiative du journal Le Petit Solognot, représente la région naturelle française de Sologne.

## Initiative
La Sologne est une région naturelle partagée entre les anciennes provinces de Berry et de l’Orléanais. La Révolution l’a partagée entre les départements du Cher, de Loir-et-Cher et du Loiret.
N’ayant jamais été dotée d’une instance administrative susceptible de la représenter, la Sologne n’a jamais eu l’occasion de porter blason. Il n’existe aucun élément d’héraldique susceptible de représenter l’ensemble de la Sologne[réf. nécessaire]. Plusieurs artistes avaient déjà proposé des blasons mais aucun n'était libre de droit.
Le journal Le Petit Solognot a voulu remédier à cette situation en organisant en mai 2011 un concours auprès de ses lecteurs pour que ceux-ci désignent le blason de la Sologne.
Ce jury a retenu le blason d'Alain Morisset, demeurant à Selles-sur-Cher. Le lauréat du concours a confié aux éditions CPE (éditeur du journal Le Petit Solognot) le soin de placer son blason dans le domaine public.
 Alain Morisset n’exige aucun droit patrimonial pour l’utilisation de son blason et ne revendique comme seul droit moral que la conformité à la législation et aux bonnes mœurs pour toute utilisation du blason de la Sologne[réf. nécessaire].
Le blason de la Sologne peut être utilisé librement et gratuitement par chacun qu’il s’agisse d’un usage privé ou public[réf. nécessaire].

## Symbolique
La forêt solognote est présente dans le blason, en référence à la nature sauvage et à la chasse, activité très pratiquée dans la région.
Le clocher proposé présente l’architecture type des clochers des églises des villages solognots. Cette référence au clocher renvoie immanquablement aux villages solognots qui incarnent la force de la Sologne, celle-ci comptant finalement peu de villes.
La fleur de lys peut évoquer la fleur présente dans les blasons du Berry et de l’Orléanais, les deux provinces qui se partageaient la Sologne. Cette référence à la symbolique de l’Ancien Régime renvoie aux châteaux de Sologne et notamment au Domaine de Chambord. Mais la Sologne peut aussi revendiquer le symbole originel de cette fleur de lys puisqu’il s’agit en fait de l’une des fleurs les plus abondantes de Sologne, l’iris pseudacorus, communément appelée iris jaune. Ce sont les Francs qui avaient fait de cette fleur leur emblème.
Au premier plan, la verdure fait penser à une lande où à une prairie, ce qui renvoie vers la tradition agricole du territoire.

## Autre blason
On peut également trouver : D'azur, au rencontre de cerf d'or, surmonté d'une fleur de lys du même, accompagné de huit quintefeuilles d'argent, en orle.